# Hansenochrus humbertoi
Espèce
Hansenochrus humbertoi est une espèce de schizomides de la famille des Hubbardiidae.

## Distribution
Cette espèce est endémique du Costa Rica. Elle se rencontre vers Palmar Norte.

## Description
Le mâle holotype mesure 4,15 mm.

## Étymologie
Cette espèce est nommée en l'honneur de Humberto Mora González.

## Publication originale
- Armas & Víquez, 2010 : Nuevos Hubbardiidae (Arachnida:Schizomida) de América Central. Boletin de la Sociedad Entomológica Aragonesa, vol. 46, p. 9−21 (texte original).